# Fougeraie

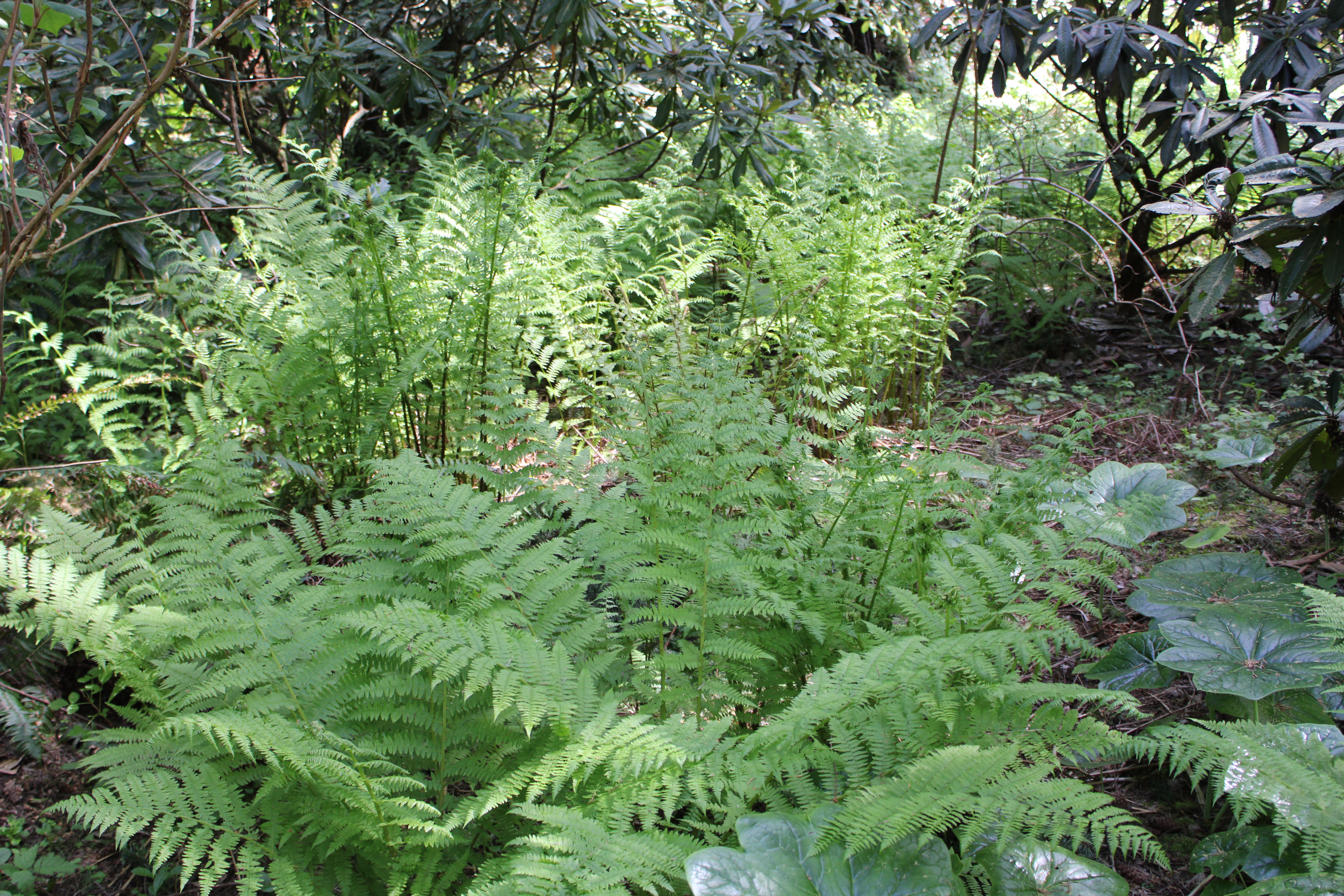
Fougère mâle commune (Dryopteris filix-mas).

Une fougeraie est un lieu dans lequel se développe une colonie de fougères.
D'un possible collectif latin populaire *filicarieta dérivé de *filicaria avec le suffixe collectif -etum (> -eta). Cependant, seule la forme masculine du suffixe est ancienne *Filicari-etu. Au féminin, il s'agit du suffixe français -aie qui en est issu et qui sert encore aujourd'hui à désigner un ensemble d'arbres ou de végétaux appartenant à la même espèce. Cependant, en ce qui concerne les toponymes en -ay, un recours au suffixe -acum d'origine gauloise (celtique) et dans une acception proche n'est pas exclu.

## Toponymie
- Les communes du Grand-Fougeray et du Petit-Fougeray (département d'Ille-et-Vilaine),
- De nombreux hameaux et lieux-dits  s'appellent  la Fougeraie, le Fougerais, la Fougerais, etc. Exemple : le château de La Fougeraie en Belgique.

### Article lié
- Liste des formations végétales

### Article homonyme
- Château de La Fougeraie